# Олсен, Кит
Кит Олсен (12 мая 1945 — 9 марта 2020) — американский продюсер и звукорежиссёр. За свою продюсерскую деятельность принял участие в выпуске более 250 альбомов, включая альбомы таких исполнителей, как Рик Спрингфилд, Alice Cooper, Santana, Scorpions, Whitesnake, Kingdom Come, Ozzy Osbourne, The Babys.

## Биография
Кит Олсен родился в Су-Фолсе, Южная Дакота, в возрасте 12 лет переехал в Миннеаполис. Некоторое время играл на бас-гитаре в местных джазовых группах. В 1964 году принял участие в записи песни Гейл Гарнетт We'll Sing in the Sunshine, выигравшую Грэмми-1965 в номинации «Лучшая запись этнического или традиционного фолка». После этого Кит играл на басу в группе The Music Machine, а также начал продюсировать поп-альбомы в CBS Records.
В 1973 году Олсен основал компанию Pogologo Productions и вскоре записал альбомы для Buckingham Nicks, Waddy Wachtel и других исполнителей.
С начала 2000-х Олсен работап в Национальной академии искусства и науки звукозаписи США, где занимался, в том числе, вопросами в области интеллектуальной собственности и нарушения авторских прав.